# متحف تقني

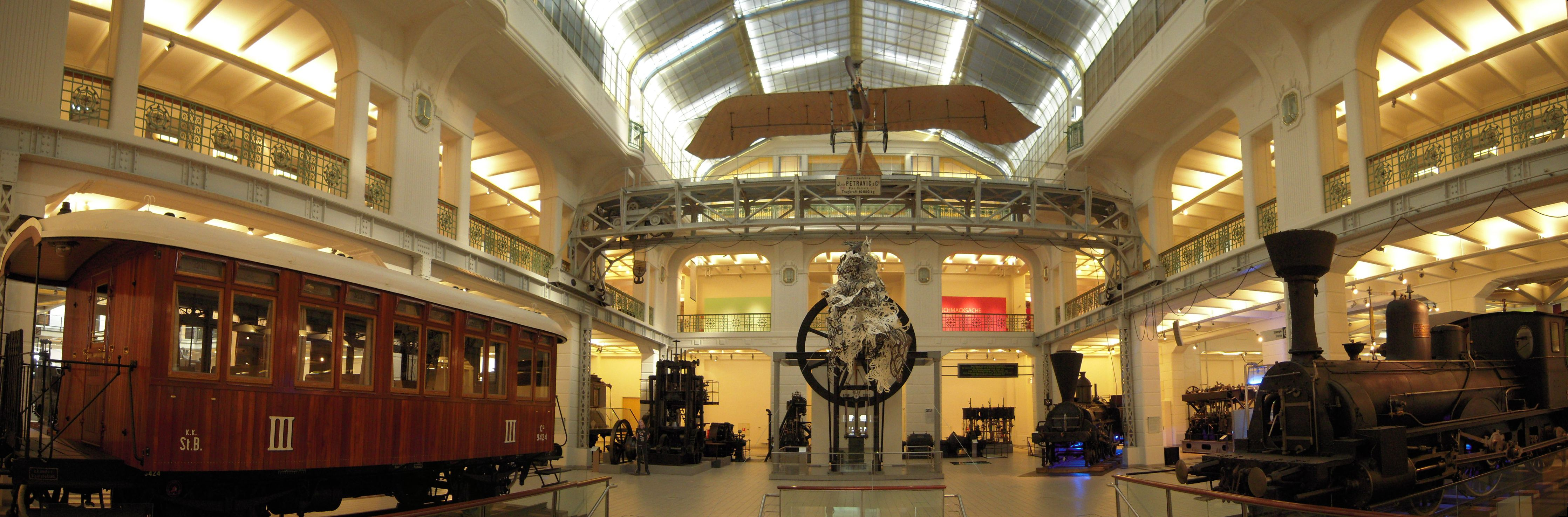
متحف تقني.

المتحف التقني هو متحف يختص بعرض العلوم التطبيقية والتطورات التكنولوجية، كما يوجد هناك عدة متاحف مستقلة مثل متاحف النقل التي تعرض وسائل النقل التكنولوجية، ومن أشهر المتاحف التقنية في أوروبا؛ متحف العلوم والمتحف الألماني.